# 2371 Dimitrov
2371 Dimitrov eller 1975 VR3 är en asteroid i huvudbältet som upptäcktes den 2 november 1975 av den ryska astronomen Tamara Smirnova vid Krims astrofysiska observatorium på Krim. Den har fått sitt namn efter Georgi Dimitrov.
Asteroiden har en diameter på ungefär sju kilometer.